# Усть-Вашский уезд
Усть-Вашский уезд (Усть-Важский) — административно-территориальная единица Архангельской губернии, существовавшая в 1918—1922 годах.

## География
Уезд располагался на севере Архангельской губернии, на месте слияния рек Мезень и Вашка.

## История
Усть-Вашский уезд с центром в селе Усть-Вашка был образован 2 марта 1918 года из 6 волостей Мезенского уезда Архангельской губернии (Вожгорской, Койнасской, Лешуконской, Олемской, Пысской и Ценогорской) и 2 волостей Яренского уезда Вологодской губернии (Важгортской и Чупровской). В 1920 году в Лешуконской волости Усть-Вашского уезда, из населённых пунктов Верхнеконское, Лешуконское, Мелесполье и Нижнеконское был образован город Устьвашск, ставший уездным центром. 10 сентября 1921 года постановлением президиума губисполкома и объединённого пленума Мезенского и Усть-Вашского уездисполкомов было принято решение о преобразовании уездного города Устьвашска в село Лешуконское и упразднении Усть-Вашского уезда, с передачей шести его волостей в состав Мезенского уезда. 6 февраля 1922 года постановление было утверждено декретом ВЦИК.